# エセエハ語
エセエハ語（エセエハご、Ese Ejja、Ese'eha、Eseejja、Ese Eja、Ese Exa、Essejja; IPA: [eseʔexa]）とは、ボリビアとペルーにおいて話されている言語の一つである。

## 名称
チャマ語（Chama）という呼び方もあるが、これは話者であるエセエハ族に対して用いられる蔑称に基づくものである。Lewis et al. (2015) には別名として Tiatinagua や Huarayo が挙げられているが、カウフマン（2000）は「ティアティナワ」（Tiatinawa）を「ワカナワ」（Wakanawa）と同じ方言の一つとし、曖昧な呼称である「ワラヨ」（Warayo）のスペイン語形を Guarayo、Huarayo としている。

## 系統
Kaufman (1994) では既に死語となっているトロモナ語（Toromona）と共にタカナ語族チャマ語群という分類とされており、Lewis et al. (2015) もこれと同様である。Hammarström (2016) では Pano-Tacanan の Tacanan、Takanik-Chamik という分類とされているが、いずれの資料においてもトロモナ語やアラオナ語、レイェサノ語、タカナ語、カビネーニャ語と近い関係にあるという点は共通している。

## 方言
木村（1988）はエセエハ語を、エセエハ族のかつての居住地の区分に基づいて3種類の方言に分類することが可能であり、それぞれヒース川（Heath）流域のソネネ方言（Sonene）、タンボパタ川（Tambopata）流域のバワハ方言（Bawaxa）、そしてマディディ川（Madidi）流域のクエイアイ方言（Kueiai）であるとしている。また、3つの方言の違いは語彙に関してであり、語彙中の一部の音素に差が見られるものの、相互理解が可能なレベルに留まっているともしている。

## 研究史
エセエハ語に関する資料としてはSILのシューメーカー夫妻（Shoemakers）による文法書（1967年）、青年海外協力隊の人類学者としてエセエハ族の神話の聞き取りを行った木村秀雄による資料、Marine Vuillermet により博士論文として発表された文法書（2012年）などが存在する。

## 音論

### 分節音素
Shoemaker & Shoemaker (1967:209) はエセエハ語の音素として p、t、č、k、ˀ、b、d、kʷ、s、š、x、h、m、n、ñ、w、y、i、o、e、a を挙げている。
一方、Key (1968) は以下の表のような子音一覧を挙げている。
| p         | t                   | č      | k [ḳ]   | ʔ |
| ɓ [ʔɓ]    | ɗ [ʔɗ]              |        | kw [gw] |   |
|           | s [s̭, θ]            | š [šy] | x [xw]  | h |
| m [mb, b] | n [nd, d, d̵, l, nl] | ñ      |         |   |
| w [g̵w]    | y                   |        |         |   |

括弧内は異音を表す。/ɓ/ や /ɗ/ は有声の入破閉鎖音である。 /w/ は語頭や強調の場合に on-glide fricative [g̵w] となる。上表からはキー（Mary Ritchie Key）が [b]、[d] をそれぞれ m、n の異音と見ていることが分かるが、木村（1988）は bei / mei 〈掌〉や dobikianahe / nobikianahe 〈飛び込んだ〉を引き合いに出してアクセントのない b や d がそれぞれ m、n に近づくものと理解することができ、反対にアクセントがある位置の m や n が b、d のように発音されることはないとしている。木村はまた、/b/ や /d/ はアクセントがある場合や語頭・文頭ではそれぞれ ɓ、ɗ と発音され、入破音とならない場合にはそれぞれ m、n と混同されるとしている。
Key (1968) は語頭に /ʔ/ が現れたり、語中や語末で /wo/ や /če/、/ča/、/ño/ が見られたり、/kwo/ が語のどこかに現れたりすることはないとしている。

### 超分節音素
エセエハ語の発音についてはリズムと関連して述べている資料がいくつか見られる。
まず Key (1968) はチャマ語の発音は大きな文のストレスの集合の中に小さなストレスの集合が納まっており、小さなストレスの集合は必ず1つ以上の第一強勢と場合により1つかそれ以上現れる第二強勢を持ち、その第二強勢は第一強勢のある音節から1つ飛ばしの両音節に現れるとしている。また大きなストレスの集合の中において、複数ある小さなストレスの集合のうちの1つがより重いストレスを帯びるとし、最後から2番目の音節より始まる交互のリズムがチャマ語において顕著に見られるストレスのパターンであるとしている。Goedemans & van der Hulst (2013) はキーの記述からエセエハ語のリズムを強弱格的（英: trochaic）であると解釈している。キーは更に名詞のストレスパターンと動詞のストレスパターンの性格の違いについても触れ、前者は先述のリズムが基盤となり基本的に語幹が元々有するストレスの位置が他の音節のストレスパターン維持のために変化するのに対し、後者は類別接尾辞が付加された場合に2番目の音節にストレスが置かれるものと最初の音節に置かれるものとに分かれるとしている。
一方、木村（1988）はピッチによるイントネーションと強調される単語に置かれるストレスについて触れ、この2つが多用されることで響きがリズミカルなものとなり、系統的に近く穏やかな印象のタカナ語やアラオナ語とは対照的である旨を述べている。木村が挙げたピッチによるイントネーションの違いの内訳は以下の通りである。
1. 通常の叙述: 中-高-低
2. 節の切れ目: 中-高-中
3. 疑問: 中-中-高
4. 命令: 中-低-中、中-高-中
5. 応答: 中-低-低、高-低-低

### 音節構造
Key (1968) はチャマ語の音節は 「（子音）+ 母音」から成り、この組み合わせにより母音は6つまで連続することが許されるとしている。また最も出現頻度が高い組み合わせは V や CV であり、これに VV や CVV が続き、その後は連続する母音の数が増えるにつれて頻度が下がっていくともしている。

## 文法

### 形態論
Dryer (2013a) は Shoemaker & Shoemaker (1967:passim) から、接辞による屈折変化はほとんど見られないとする判断を下している。しかし、全くそうした屈折変化が見られないという訳ではなく、後述するような時制接尾辞による動詞の活用が見られる。

#### 動詞

##### 時制
動詞は語幹に時制を表す接尾辞 -ani（現在（進行））、-he（未来）、-nahe（行為の過去）、-poa（状態や客観視の過去）のうち最低でも1つが付加された状態で現れる。また、左記の接尾辞のうち ani は語幹が -a で終わるものである場合にも長音化は起こらず、主語が三人称の場合は -ani の代わりに -kani となる。
例: ixia 〈食べる〉
- eya ixiani 〈私は食べている〉
- eya ixiahe 〈私は食べるだろう〉
- eya ixianahe 〈私は食べた〉
- eya ixiapoa 〈私は食べていたのであった〉

-nahe についても主語が三人称である場合、動詞語幹と時制の接尾辞との間に -ka- が挿入されて -kanahe となる。-poa は木村（1988）によると日常会話においてよりも、むしろ神話の語りにおいて用いられる。その際 -nahe と -poa が共に現れる場合も見られ、また -ani と -nahe が共に現れる過去進行形の存在も確認されている。

##### 使役
動詞に使役の意味を加える場合は、動詞語幹の後ろに -mee をつける。
例:
- kawi-mee xima ya

グロス: 眠る-caus neg 既に
訳: 「もう眠らせた訳ではない」
- dohoka-mee axa

グロス: 運ばれる-caus neg
訳: 「下流に行かせなかった」

##### 複合動詞
木村（1988）は neki 〈立つ〉、ani 〈座る〉、haa 〈寝転ぶ〉、sowa 〈上がる〉、oke 〈下がる〉といった動詞語幹を組み合わせて新たな動詞を作り、様々な動作を表すことが可能であるとしている。Vuillermet (2012:627–628) では neki-、ani- を posture verb、sowa-、'oke- を path verb と呼んでいる。
例:
- Ani-'oke-kwe![15]

グロス: 座る-下がる-imp
訳: （立っている状態から）座れ！
- Ani-sowa-kwe![15]

グロス: 座る-上がる-imp
訳: （寝ている状態から）座れ！
- Neki-sowa-kwe![15]

グロス: 立つ-上がる-imp
訳: 立て！
- haa-oke[12]

グロス: 寝転ぶ-下がる
訳: （座っている状態から）寝る

#### 名詞
Dryer (2013c) は Shoemaker & Shoemaker (1967:272–274) から、名詞に関して格を示す接辞などの類は見られないものと読み取っている。
名詞は基本的に e- という接頭辞と共に現れる。Shoemaker & Shoemaker (1967:281) によると、この接頭辞は名詞語幹が a- で始まるものである場合 y- として現れ、それ以外の場合は e- として現れる。
Dryer (2013b) は Shoemaker & Shoemaker (1967:252–255) より、 名詞の複数を表す要素を語であると読み取っている。Shoemaker & Shoemaker は不変化詞 kʷaNA、木村（1988）は kuana や kiana と表し、Vuillermet (2012:330) は接語 =kwana（や =kyana） としている。

#### 代名詞

##### 人称代名詞
木村（1988）による代名詞は以下の通りである。
|             | 一人称 | 二人称 | 三人称     |
| ----------- | ------ | ------ | ---------- |
| 語幹        | e-     | mi-    | o-         |
| 主格/目的格 | eya    | miya   | oya, owaya |
| 所有格      | ekʷe   | mike   | oha        |

上の表の主格/目的格の行に見える -ya を木村（1988）は聞き手の注意を惹くための接尾辞であり、代名詞の場合 eyaya や miyaya と重複させることも可能であるとしている。
代名詞の複数形は名詞同様 kuana を付加して作る。
例:
- e-kʷana[20]

グロス: 1-pl
訳: 「私たち」
- eya kuana banahe mike naeʔya[12]

訳: 「私たちは君のお母さんを見た」
また、〈私たち〉に関しては話し手がエセエハ族の一員である場合は ese を用い、eya kuana の代わりに用いることもできる。エセエハ（Ese Exa）という名称も ese 〈仲間、同じ部族の構成員〉と exa 〈人間〉を並べたものである。

#### 形容詞
形容詞は被修飾語の後ろに置かれ、文の補語となる場合には kea+ 形容詞の形となる。Vuillermet (2012:325, passim) では叙述形容詞の接頭辞として kya- が分析され、多くの限定形容詞には対応する kya- 形容詞が存在するものの、人間の性格を表す形容詞の多くは kya- の形でしか存在しないとされている。

#### 指示詞
指示詞としては hikiO 〈この〉や pea 〈他の〉 などが見られる。

#### 疑問詞
疑問詞は以下の通りである。
| 意味     | 意味        | Shoemaker & Shoemaker (1967:225, 257, 276)  | 木村（1988）          |
| -------- | ----------- | ------------------------------------------- | --------------------- |
| どこ     | …に〈位置〉 | ače ho, ae-kʷe-šai, ača-xa-šai, ača-kʷa-šai | atʃeho                |
| どこ     | …へ〈方向〉 | ače ho, ae-kʷe-šai, ača-xa-šai, ača-kʷa-šai | aheo                  |
| 誰       | 誰          | aya                                         | aya または ae         |
| 誰の     | 誰の        | ahea                                        | ahea                  |
| いくつ   | いくつ      | ače-wiso-šai                                | atʃewiso              |
| 何       | 何          | ae, hai                                     | atʃe                  |
| いつ     | いつ        | ače-šono-šai                                | atʃeʃono              |
| どうして | どうして    | apio-xi-šai                                 | apioxi または aʔa ʃai |

#### 数詞
数詞は oe〈1〉、beka 〈2〉の2つのみで、他に数詞らしきものは oxaña 〈全て〉しか存在せず、3以降の数は左記の数詞やほかの種類の語を組み合わせることにより表す（例: pea beka pee xima 〈3〉、含意は「2になおもうひとつ加える」; e beka pea pea ai 〈4〉、含意は「2に別の2で大きく」; mei oe xi 〈5〉、含意は「手1つ」）。ただこの数え方は複雑であるため、もともと日常においてもそれほど用いられてはいなかったと思われ、更にエセエハ族のスペイン語話者人口の増加により oe、beka、oxaña を除く数詞は全てスペイン語から借用したものとなっている。Vuillermet (2012:339) は1や2すらもスペイン語の数詞で言い表すようになりつつあることを、最も保守的な話者の一人による例を交えて述べている。

#### 不変化詞

##### 同意と否定
Shoemaker & Shoemaker (1967:280) は不変化詞のうち「はい」を表すものとして eˀe、「いいえ」を表すものとして čo を掲載している。木村（1988）もほぼこれらに相当する eʔe と tʃo を挙げているが、木村は否定については tʃo を最も一般的なものと位置付けた上でより強い tʃoxa や更に強い tʃai、することを望まない行為がある場合の baki といった豊富な表現がある旨を述べている。

### 統語論

#### 句

##### 名詞句に対する接尾辞/不変化詞/後置詞
木村（1988）は「日本語の助詞にあたる接尾辞」として -ha 〈…の〉、-ho 〈…に〉、-wasixe 〈…へ〉、-nixe 〈…と共に〉、-xi 〈…を有するもの〉、-ma 〈…を持たぬもの〉を挙げている。これらの大半は Shoemaker & Shoemaker (1967:253–255) の句例にも見られるが、各句例に対応する構造の図式化が p. 252 に示されており、そこでの品詞名は「不変化詞（句）」（英: particle (phrase)）とされている。なお、Dryer (2013e) は 同じ p. 252 から名詞句に対しては後置詞（英: postposition）が用いられると読み取っている。
例:
- ekʷa-oˀi-ha[25]

グロス: 1sg.poss-兄弟-poss
訳: 「私の兄弟の」
- kʷeitaˀa sisi kʷana-ho[26]

グロス: 川 小さい pl-loc
訳: 「小さな川（の中）に」
- serata-wasi xe[27]

グロス: リベラルタ-dir だから
訳: 「リベラルタへ」
- bobi-xi-tii[26]

グロス: 食料-com-実に
訳: 「食べ物の多くある」
- šakʷi-ma-de[26]

グロス: 妻-priv-実に
訳: 「独り身の男」

##### 句の語順
Dryer (2013f, g) は Shoemaker & Shoemaker (1967:252–253) からそれぞれ「所有者-被所有者」、「名詞-形容詞」の語順が優勢であると解釈している。木村（1988）も形容詞については被修飾語のすぐ後ろに来ると述べている。
例:
- ekʷa-oˀi-ha

グロス: 1sg.poss-兄弟-poss
訳: 「私の兄弟の」
- kʷeitata-sisi-biso nee-kʷana

グロス: 小川-小さい-細い とても-pl
訳: 「いくつかの狭い小川」

#### 節

##### 副詞節
副詞節は節接尾辞または句接尾辞を付加すると成立する。目的を表す -a 〈…するために〉や 時点を表す -ho 〈…する時に〉が存在する。

#### 文

##### 否定
木村（1988）は、否定文を作るには動詞語幹の後ろに axa または xima をつければよいがそれにより時制の接尾辞が表示されなくなり、また xima は未来のことを表す場合には使用できないとしている。否定を表す要素について Shoemaker & Shoemaker (1967:278) は axa を〈…ない〉（英: not）、xima は〈まだ〉（英: not yet）の後置詞（英: postpositive）とする区別を行っている。

##### 命令
命令は動詞語幹の後ろに kʷe をつけて作る。
- 例: kekʷa kʷe[28]

グロス: 貫く imp
訳: 「殺せ」
否定命令は文頭に aʔa を、動詞語幹の後ろに xi をつけて作る。
- 例: aˀa-miya ya-sowi-wowi xi[29]

グロス: proh-2sg foc-言葉-教える neg.imp
訳: 「君、言葉を教えるな」

##### 文の語順
Dryer (2013d) が Shoemaker & Shoemaker (1967:212–213) から読み取り、また Lewis et al. (2015) が「類型論」の欄に明記しているように、エセエハ語の語順はSOV型である。

## アルファベット
エセエハ語を書き表すアルファベットは様々なものが試みられてきた。まずSILの宣教師らが提唱したもの、次いで1995年から96年の間と2003年から04年の間にボリビア政府主導で提唱されたもの、2000年にペルーの言語学者チャバリア・メンドーサ（Chavarría Mendoza）によってまとめられた報告書に見えるもの、そして Vuillermet の2012年の博士論文において提唱されたものである。このうちSILによるものはスペイン語の正書法が基礎とされている。それぞれの内訳は以下の通りである。
| IPA  | SIL                              | ボリビア政府 | ボリビア政府 | Chavarría Mendoza (2000) | Vuillermet (2012) |
| IPA  | SIL                              | 1995–96      | 2003–2004    | Chavarría Mendoza (2000) | Vuillermet (2012) |
| ---- | -------------------------------- | ------------ | ------------ | ------------------------ | ----------------- |
| /ɓ̥/  | b                                | b            | b            | b                        | b                 |
| /p/  | p                                | p            | p            | p                        | p                 |
| /ɗ̥/  | d                                | d            | d            | d                        | d                 |
| /t/  | t                                | t            | t            | t                        | t                 |
| /k/  | （a、oの前で）c （i、eの前で）qu | k            | k            | k                        | k                 |
| /kw/ | cu                               | kw           | ku           | ku                       | kw                |
| /s/  | s                                | s            | s            | s                        | s                 |
| /ʃ/  | sh                               | sh           | sh           | sh                       | sh                |
| /x/  | jj                               | jj           | jj           | j                        | x                 |
| /h/  | j                                | j            | j            | h                        | j                 |
| /tʃ/ | ch                               | ch           | ch           | ch                       | ch                |
| /m/  | m                                | m            | m            | m                        | m                 |
| /n/  | n                                | n            | n            | n                        | n                 |
| /ɲ/  | ñ                                | ñ            | ñ            | ñ                        | ñ                 |
| /j/  | y                                | y            | y            | y                        | y                 |
| /w/  | hu                               | w            | w            | w                        | w                 |

## 関連文献
- Chavarría Mendoza, M. C. (2000). (coordinadora) Informe de los Talleres de Lengua y Cultura Ese Eja. Communidades Nativas Baawaja, Palma Real y Sonene. Puerto Maldonado, Perú.
- Crevels, M. (2007). "South America." In C. Moseley (ed.), Encyclopedia of the world's endangered languages, pp. 103–196. London: Routledge.
- 木村, 秀雄 (1981). 「エセエハ関係名称」 『社会人類学年報』VOL.9、53-81頁。
- Wyma, R. and Pitkin de Wyma, L. (1962). Ese'ejja y Castellano, Vocabularios Bolivianos, No.3, Instituto Lingüístico de Verano en colaboración con el Ministerio de Asuntos Campesinos y el Ministerio de Educación y Bellas Artes Oficilía Mayor de Cultura, Cochabamba, Bolivia.